# Cesta Grands Goulets
Cesta Les Grands-Goulets, RD 518, zgrajena med letoma 1844 in 1851, je slikovita pot, izklesana ob reki Vernaison in povezuje Pont-en-Royans in Die skozi La Chapelle-en-Vercors oziroma območje Royans in Vercors Central (Francija). Goulets v francoščini pomeni 'ozko grlo'. Leta 2005 je bila cesta zaprta za vozila in pešce. To je ena od osmih francoskih tako imenovanih razglednih cest.
Površina ceste je asfaltirana. Ta majhna dolina se nad reko Vernaison zoži v sotesko dolgo 20 km, kjer reka po strmi steni Châtelusa ustvari tudi 200 m visoko slapišče. Cesta je v celoti vklesana v skalo.
Razgledi s cestišča so bili osupljivi, še posebej odsek več kot kilometer pred prihodom v Les Barraques. Tu je imela cesta pogosto streho iz masivnega kamna in odtok do reke, globoko spodaj v dolini. Varovalne ograje so bile razkošje, ki so ga marsikje dodali šele leta pozneje.

## Zgodovina
Po La Plaine du Royans in Petits Goulets sledi zaporedje impresivnih rovov, ki omogočajo dostop do zelenega gričevnatega območja Echevisa, zataknjenega med belimi pečinami Arpsa in Allierjem. V začetku 19. stoletja se je 5000 prebivalcev Vercorsa brez prehodnih cest za vprežna vozila počutilo vedno bolj izolirano od preostalega sveta. Potovanje je bilo možno samo peš ali s konji - nobena pot za vozove ni obstajala.  Odločili so se, da bodo zgradili cesto, ki bo Vercors povezovala z jugom, neverjetno naložbo človeške moči, časa in denarja. Deset let po začetku gradnje je bila cesta končno pripravljena; osupljivo, a drzno potovanje pod sklanimi previsi in skozi predore, z ostrimi in nepreglednimi ovinki. 
Cesta je bila zgrajena med letoma 1844 in 1851. Bila je velika človeška in finančna naložba. Po 156 letih vodenja popotnikov skozi gore po vijugasti in ozki cesti je bila francoska vlada leta 2005, po vrsti usodnih nesreč, prisiljena trajno zapreti to zgodovinsko cesto. To slikovito cesto zdaj obide 1,7 km dolg predor. 
Danes stara cesta stoji zapuščena in neprevozna. Niti kolesarji niti pohodniki se ne smejo odpraviti na njeno dolgo in vijugasto pot. Čeprav se govori, da bi se lahko znova odprla za takšne namene, turistična pisarna trdi, da so les Grands Goulets in njegove spektakularne znamenitosti za vedno zaprte in zaprte za vse.

## Opis
Da se pride do ceste, je potrebno pri Pont en Royans zaviti v smer La Chapelle en Vercors preko Sainte Eulalie en Royans. Konča v vasi, imenovani "Les Barraques en Vercors".
Prostora med gorami je res malo. Cesta se postopoma vzpenja iz lepe vasice Pont-en-Royans, dokler se dolina ne zapre pot pripelje pod pečine, skozi skalnate oboke in sčasoma skozi odsek, kamor se prebije le malo svetlobe. Cesta je vrezana v pečino, sonce pa nikoli ne prodre v ozek prelaz, mahovit in moker. Po več predorih  cesta v ovinkih pelje navzdol proti dolini Echevis, nato spet skozi predore in pečine, da prečka zožitev Petit Goulet. Poteka kot enosledna cesta vzdolž pobočja kjer srečanje drugega vozila ni možno, z le nekaj izogibališči.
Ta cesta je ena najbolj znanih razglednih cest v Franciji. 
Na odseku, imenovanem Petit Goulets, je bilo treba skozi skalo izkopati nekaj kratkih predorov, preden so prišli do odsekov z večjim naklonom. Sčasoma pa, ko so prišli globlje v ozko sotesko, ni bilo več površine, na kateri bi lahko gradili. Delavci niso mogli več vrezati useka v poševno pobočje - edina pot skozi to je bilo miniranje. 
Kamnine masiva Vercor so apnenci, sedimentne kamnine v plasteh, nekatere bolj odporne kot druge. Vzdolž teh mehkejših plasti so lažje napredovali. V odseku, imenovanem Grands Goulets, je šlo počasi. V grozljivo preprostem postopku so delavci na vrvni lestvi nihali po pečinah, kjer so v majhne niše v skali postavljali naboje dinamita. Ko so prižgali varovalko, so se na vrvi zanihali ob stran eksplozijske luknje, pustili, da eksploziv opravi svoje delo, in nato nastavili drugo. Na ta način so po navpični ploskvi prerezali vodoravni žleb, na katerega so lahko nato stopili drugi delavci, da so kopali dlje v skalo, da bi naredili prostor za cesto. Nevarnost je bila ogromna in je za izvajanje te zahtevne naloge, kjer bi lahko bil kakšen napačen postopek zadnji, zahtevala jeklene živce.

## Predor Grands Goulets
Predor Grands Goulets v soteskah Vercors je bil prebit 27. aprila 2007 in je zgodovinski mejnik za gospodarski razvoj in turistično dejavnost Vercorsa v departmaju Drome na jugovzhodu Francije. Ta 1710 m dolg predor, ki leži v osrčju regionalnega naravnega rezervata Vercors, dodaja resnično vrednost temu izjemnemu ozemlju, saj je obstoječa cesta varnejša za vse uporabnike. Gradnja predora se je začelo oktobra 2005 na portalu navkreber, februarja 2006 pa na portalu za spust, vse na dolžini 1550 m. Predor je visok 4,30 m, njegovo vozišče je široko 7 metrov, ali prerez 64 kvadratnih metrov. Predor ima šest 9 m2 velikih galerij skupno dolgih 800 metrov. Maksimalni vzdolžni naklon je 4,71 %. Predor je bil odprt jeseni leta 2008.